# Arkan Simaan

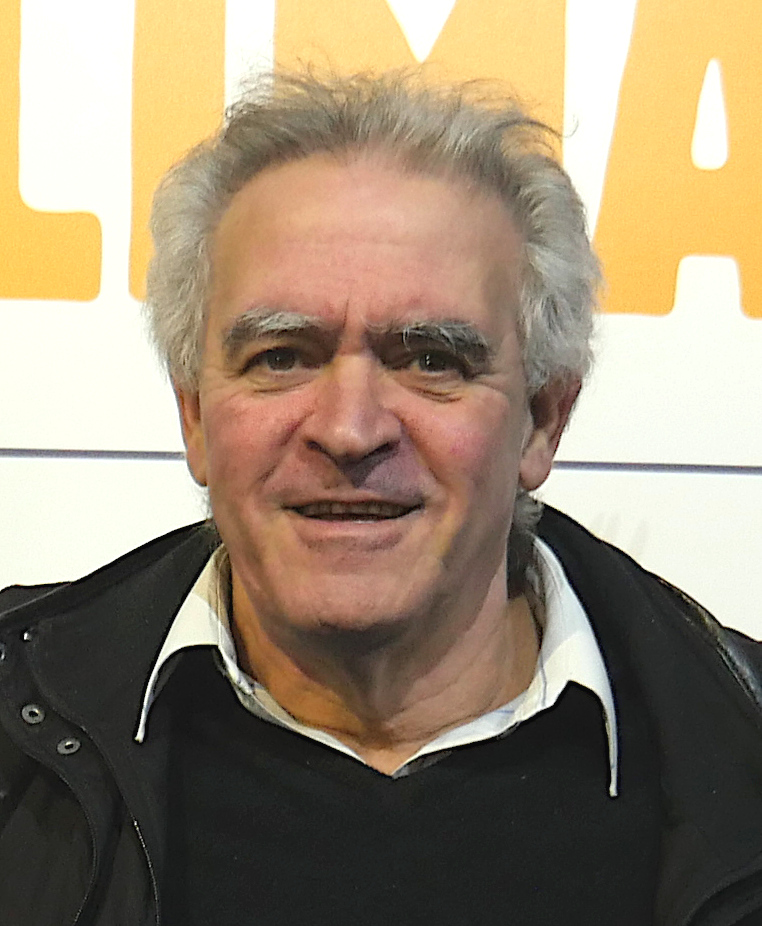
Arkan Simaan

Arkan Simaan (Libanon, 1945) is een Franstalige Libanese schrijver, essayist en wetenschapshistoricus.

## Biografie
Op tweejarige leeftijd emigreerde hij met zijn familie naar Brazilië en vestigde zich in Anápolis, vlakbij Brasilia. In 1964, na de militaire staatsgreep, sloot hij zich aan bij de trotskistische beweging. Hij werd door de politie achtervolgd en veroordeeld tot een gevangenisstraf. In 1970 ging hij in ballingschap naar Frankrijk. Een paar jaar later stopte hij met zijn politieke activiteiten. Hij hervatte zijn natuurkundestudie aan de Universiteit van Parijs VII.
In 2012 was hij een van de oprichters van Planète Amazone, een niet-gouvernementele organisatie die zich inzet voor de verdediging van inheemse volkeren. Hij nam deel aan de reizen naar Europa van de leider Raoni.
Arkan Simaan is romanschrijver en auteur van biografieën en boeken over de geschiedenis van ideeën. Hij is lid van het Comité voor Wetenschappelijke Sponsoring van de Association française pour l'information scientifique (Franse Vereniging voor Wetenschappelijke Informatie].

## Werken
- L'Image du monde des Babyloniens à Newton (Het beeld van de wereld van de Babyloniërs tot Newton) met Joëlle Fontaine, Adapt Éditions, 1998, ISBN 978-2-35656-011-7.
- «Cette Sentence vous fait plus peur qu'à moi-même: Giordano Bruno» ("Deze zin maakt jou banger dan mij: Giordano Bruno"), Cahiers rationalistes, Februari 2000. Biografie van Giordano Bruno ter gelegenheid van zijn marteldood in de vierde eeuw.
- La Science au péril de sa vie. Les aventuriers de la mesure du monde (Wetenschap met gevaar voor eigen leven. De avonturiers van de wereld meten), voorwoord door Jean-Claude Pecker, gezamenlijk uitgegeven door Vuibert en Adapt éditions, oktober 2001. “Speciale Astronomieboekprijs” in 2002.
- Vénus devant le Soleil – comprendre et observer un phénomène astronomique (Venus voor de zon – Een astronomisch fenomeen begrijpen en observeren), mede-uitgegeven door Vuibert en Adapt éditions, 2003. Ook betrokken bij het schrijven van dit werk gewijd aan de Venusovergang voor de zon (8 juni 2004): Jacques Blamont, Guillaume Cannat, Yves Delaye, Michel Laudon, Jean-Pierre Luminet, Steven M. Van Roode en David Sellers.
- L'Image du monde de Newton à Einstein (Het beeld van de wereld van Newton tot Einstein), co-editie Vuibert en Adapt éditions, 2005, ISBN 978-2-711753796.
- Le paradoxe de la science: Fritz Haber (De paradox van de wetenschap: Fritz Haber), in Cahiers rationalistes n. 579, november-december 2005.
- L'Écuyer d'Henri le Navigateur (De schildknaap van Hendrik de Zeevaarder), Éditions L'Harmattan, 2007, ISBN 85-359-0404-2. Historische roman gebaseerd op middeleeuwse kronieken.
- Un marin en Terre des perroquets (Een zeeman in het land van de papegaaien), Ancre de marine éditions, Saint-Malo, 2024, ISBN 978-2841414789. Geromantiseerd verhaal van Binot Paulmier de Gonneville.
- Viens, on s’en va! – Immigration, dictature, exil (Kom op, we gaan! – Immigratie, dictatuur, ballingschap, Éditions Zinédi, 2025. De auteur, geboren in Libanon, vertelt over zijn immigratie naar Brazilië, zijn politieke inzet tegen de Braziliaanse dictatuur, zijn arrestatie en zijn ballingschap in Frankrijk, waar hij universitair hoofddocent natuurkunde werd en vervolgens activist voor de verdediging van bossen en inheemse volkeren.

- Bibliothèque nationale de France: cb13533111q (data)
- International Standard Name Identifier: 0000 0000 4246 4648
- Library of Congress Control Number: nb2006009046
- Nederlandse Thesaurus van Auteursnamen: 197158250
- Système universitaire de documentation: 050506781
- Virtual International Authority File: 2632658
- WorldCat: E39PBJm9gqV98ByvYGcKYv78md